# Splachnobryum gracile
Splachnobryum gracile är en bladmossart som beskrevs av Bescherelle 1885. Splachnobryum gracile ingår i släktet Splachnobryum och familjen Splachnobryaceae. Inga underarter finns listade i Catalogue of Life.